# Sasa tomentosa
Sasa tomentosa är en gräsart som beskrevs av Cheng De Chu och Chi Son Chao. Sasa tomentosa ingår i släktet sasabambu, och familjen gräs. Inga underarter finns listade i Catalogue of Life.